# فراتسيوني
فراتسيوني (بالإيطالية: frazione)‏ في إيطاليا هو الاسم المعطى في القانون الإداري لمنطقة ضمن البلدية. توافق عمليًا أبرشية أو قرية صغيرة أو كفرًا أو حيًا في دول أخرى.
الفراتسيوني نمطيًا هي القرى المحيطة بالبلدة الرئيسية في البلدية. التقسيم الفرعي لتلك البلدية اختياري حيث قد تخلو بعض البلديات من الفراتسيوني بينما تضم غيرها العشرات.